# Видонова
Видонова — деревня в Упоровском районе Тюменской области России. Входит в состав Видоновского сельского поселения.

## География
Деревня находится на юго-западе Тюменской области, в пределах юго-западной части Западно-Сибирской низменности, в лесостепной зоне. Абсолютная высота — 94 метра над уровнем моря.
Расположена на правом берегу Кизак. Расстояние до села  Емуртла 17 км, села Упорово 41 км, города Заводоуковска 86 км, города Тюмени 180 км. 

### Климат
Климат континентальный с холодной продолжительной зимой и тёплым относительно коротким летом. Средняя температура воздуха самого холодного месяца (января) — −18,7 °C (абсолютный минимум — −47,3 °C); самого тёплого месяца (июля) — 18 °C (абсолютный максимум — 38,4 °С). Безморозный период длится в среднем 111 дней. Среднегодовое количество атмосферных осадков составляет 181—469 мм, из которых 70 % выпадает в тёплый период. Продолжительность залегания снежного покрова составляет в среднем 164 дня.

### Часовой пояс
Деревня Видонова, как и вся Тюменская область, находится в часовой зоне МСК+2. Смещение применяемого времени относительно UTC составляет +5:00.

## История
В переписи 1749 года Видоновой нет.  Впервые упоминается в ревизской сказке 1762 г. Основана  переселенцами из  Краснослободского острога. 
- С 1782 года относилась к Кизакское слободе, с 1895 в составе Кизакской волости. [4]
- Деревня Видонова относилась к приходу Николаевской церкви села Кизакского. В начале 20 века построена часовня во имя пророка Ильи. В 1909 году открыта Министерская школа. [8]
- В 1912 году в Видоновой были: часовня,  хлебозапасной магазин, винная лавка, 2 торговые лавки. [9]
- В конце 1919 года образован Видоновский сельский совет в Кизакской волости  Ялуторовского уезда. В начале 1924 года вошел в Емуртлинский район, с 1.01.1932 передан в Упоровский район, с 25.01.1935 - Новозаимский район, 6.02.1943 - Упоровский район, 1.02.1963 -  Ялуторовский район, 12.01.1965 - Заводоуковский район, 30.12.1966 года в Упоровском районе с центром в селе Масали. [10]
- В 1929 году в Видоновой образован колхоз «Красное село», в 1950 объединился с колхозом «Страна Советов» (Кизакского) с образованием нового колхоза «Ленинский путь» с центром в д. Видоновой. В 1950-е годы колхоз «Ленинский путь был укрупнен: в 1956 вошел колхоз им. Сталина (Масали), в 1959 колхоз «Память «Мичурина» (Слободчики) с центром в села Масали. 23 февраля 1961 года колхоз «Ленинский» путь влит в состав совхоза «Емуртлинский», в марте 1965 года выделился в совхоз «Видоновский» [4]

## Население
| 1762 | 1782 | 1816 | 1834 | 1858 | 1897 | 1926 | 1989. | 2002 | 2010 | 2021 |
| 190  | 298  | 489  | 663  | 804  | 892  | 858  | 278   | 304  | 323  | 302  |

| 2010 |
| ---- |
| 323  |

### Половой состав
По данным Всероссийской переписи населения 2010 года в половой структуре населения мужчины составляли 48,9 %, женщины — соответственно 51,1 %.

### Национальный состав
Согласно результатам переписи 2002 года, в национальной структуре населения русские составляли 96 % из 304 чел.

## Галерея

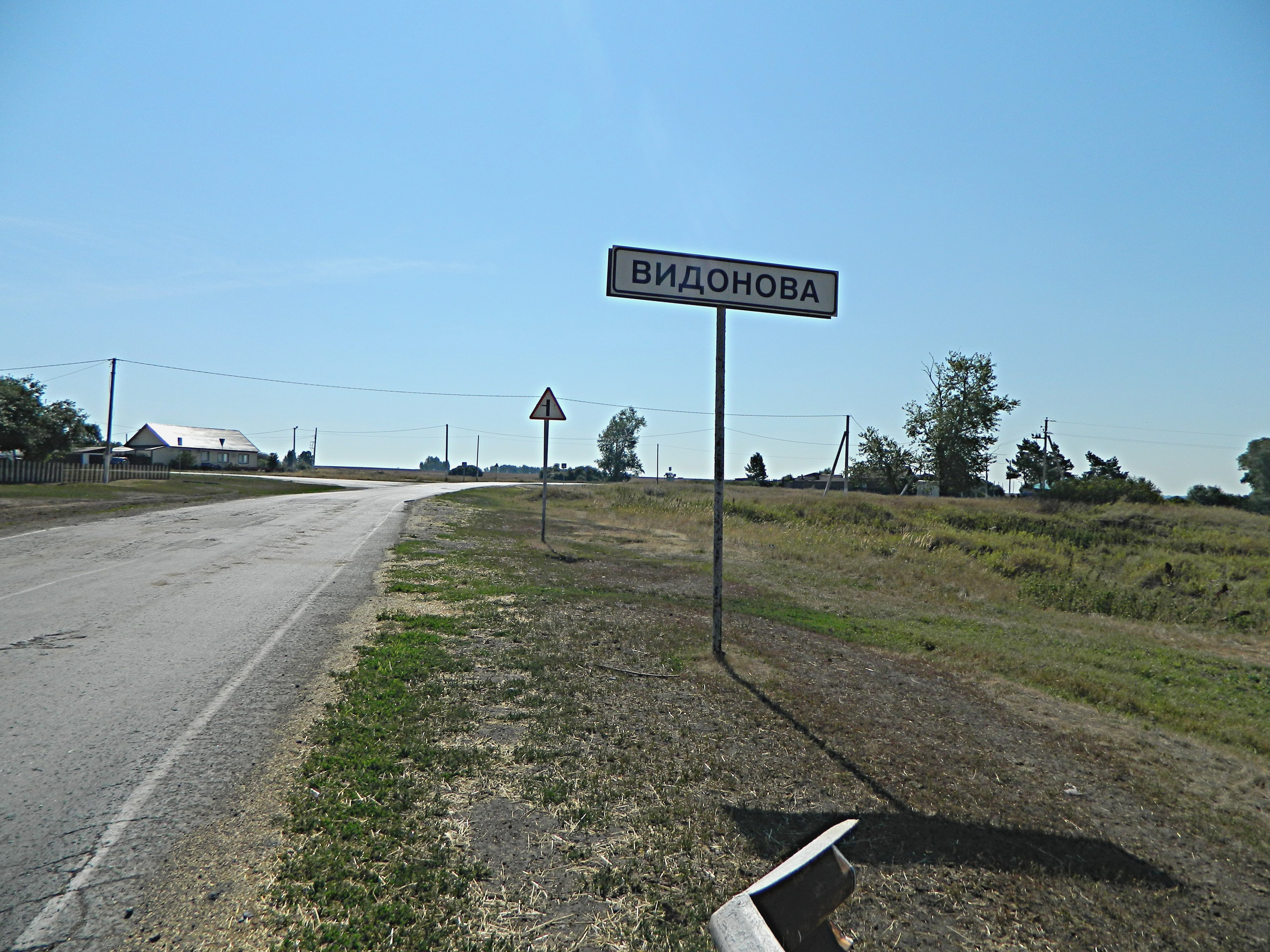
Въезд в д. Видонова
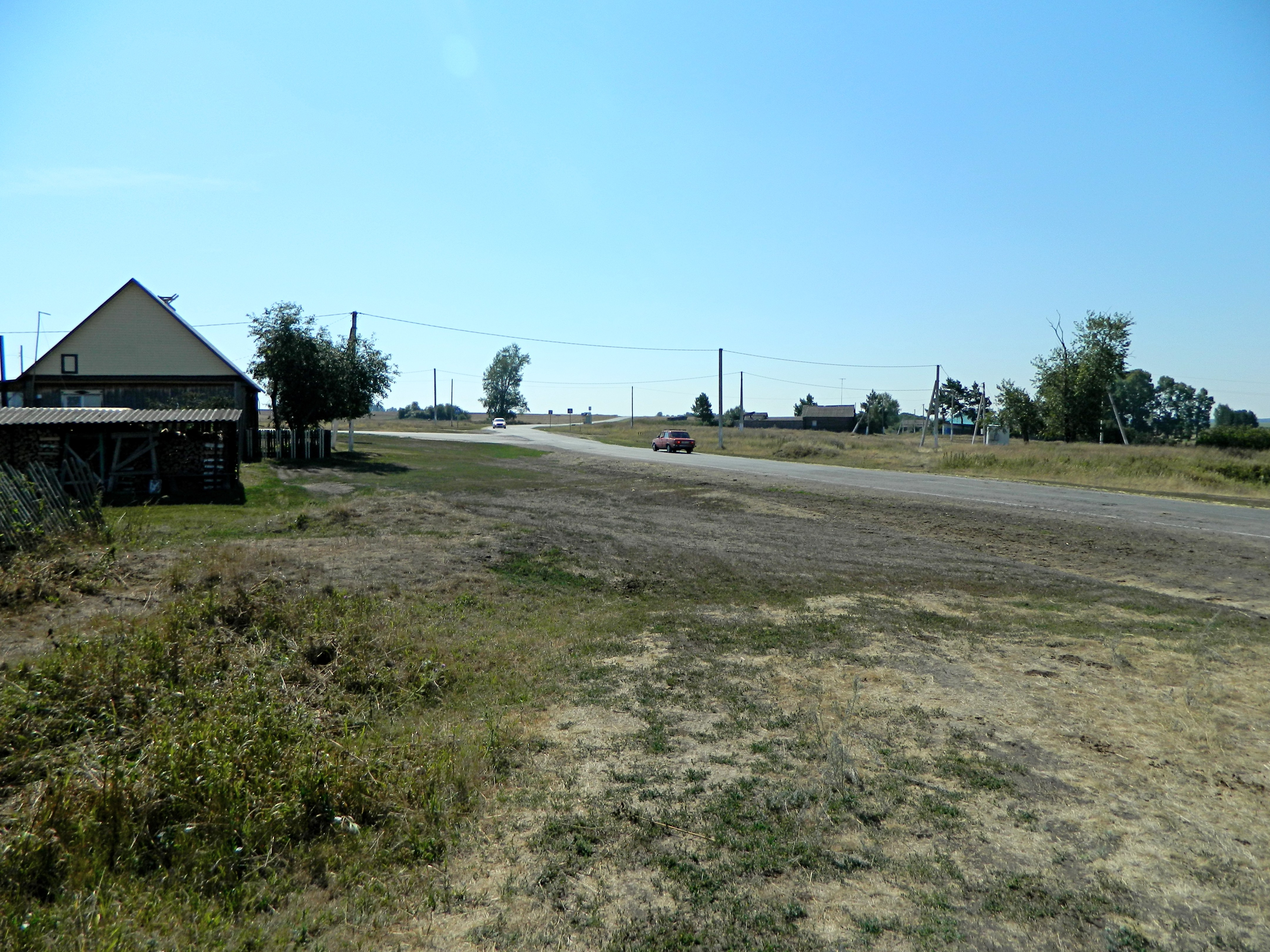
Видонова, Упоровский район
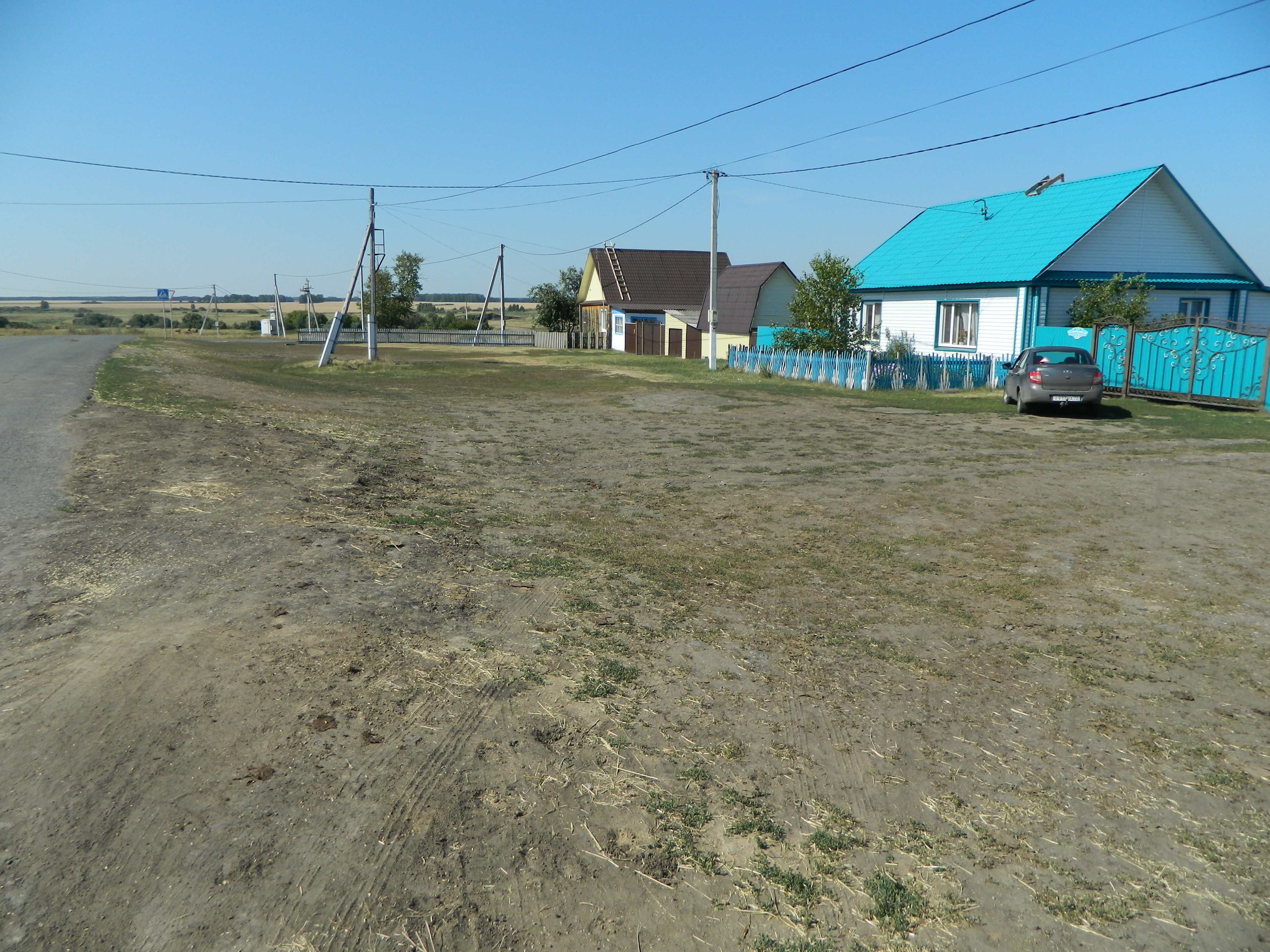
Видонова, Упоровский район
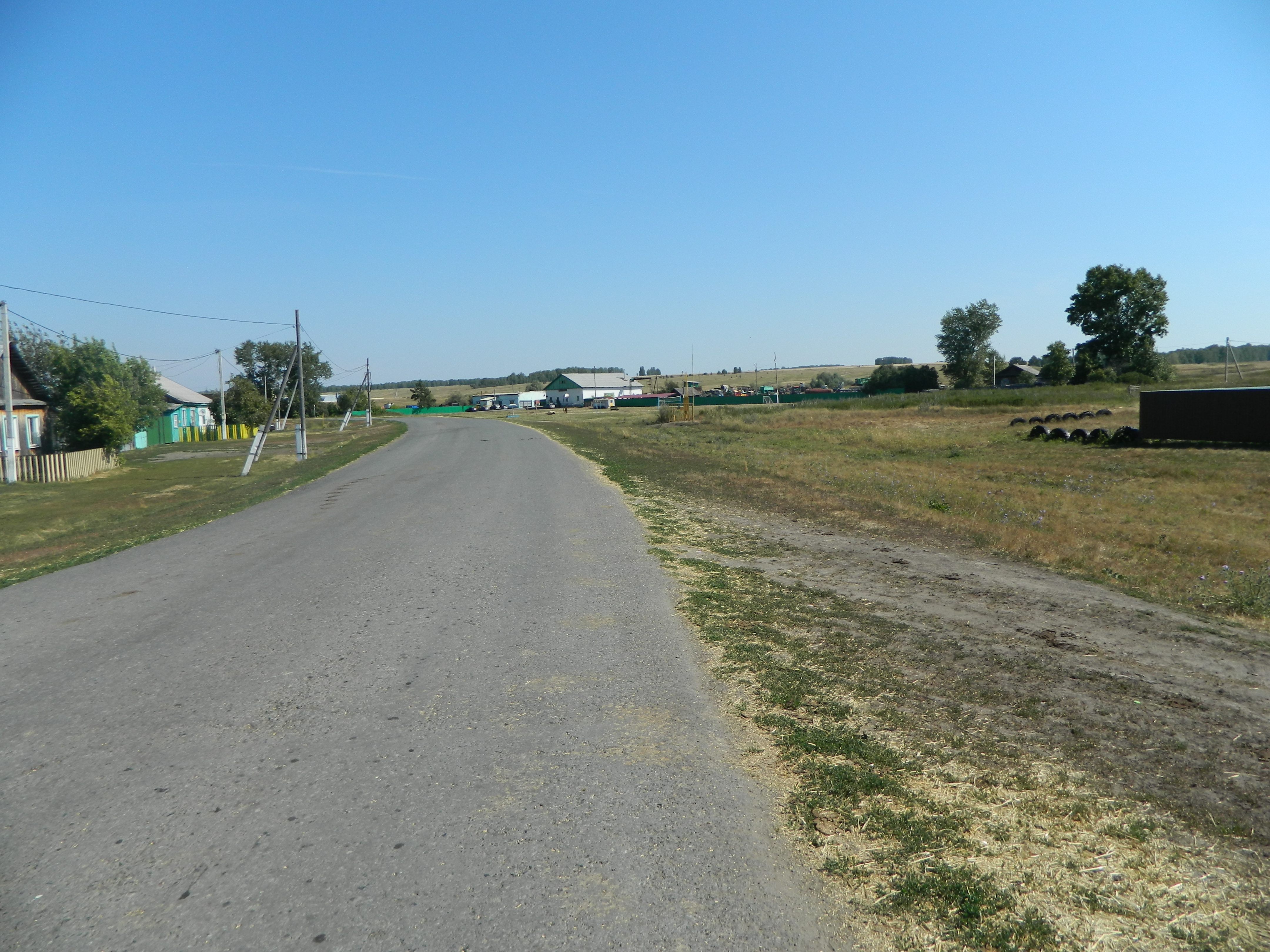
Видонова, Упоровский район
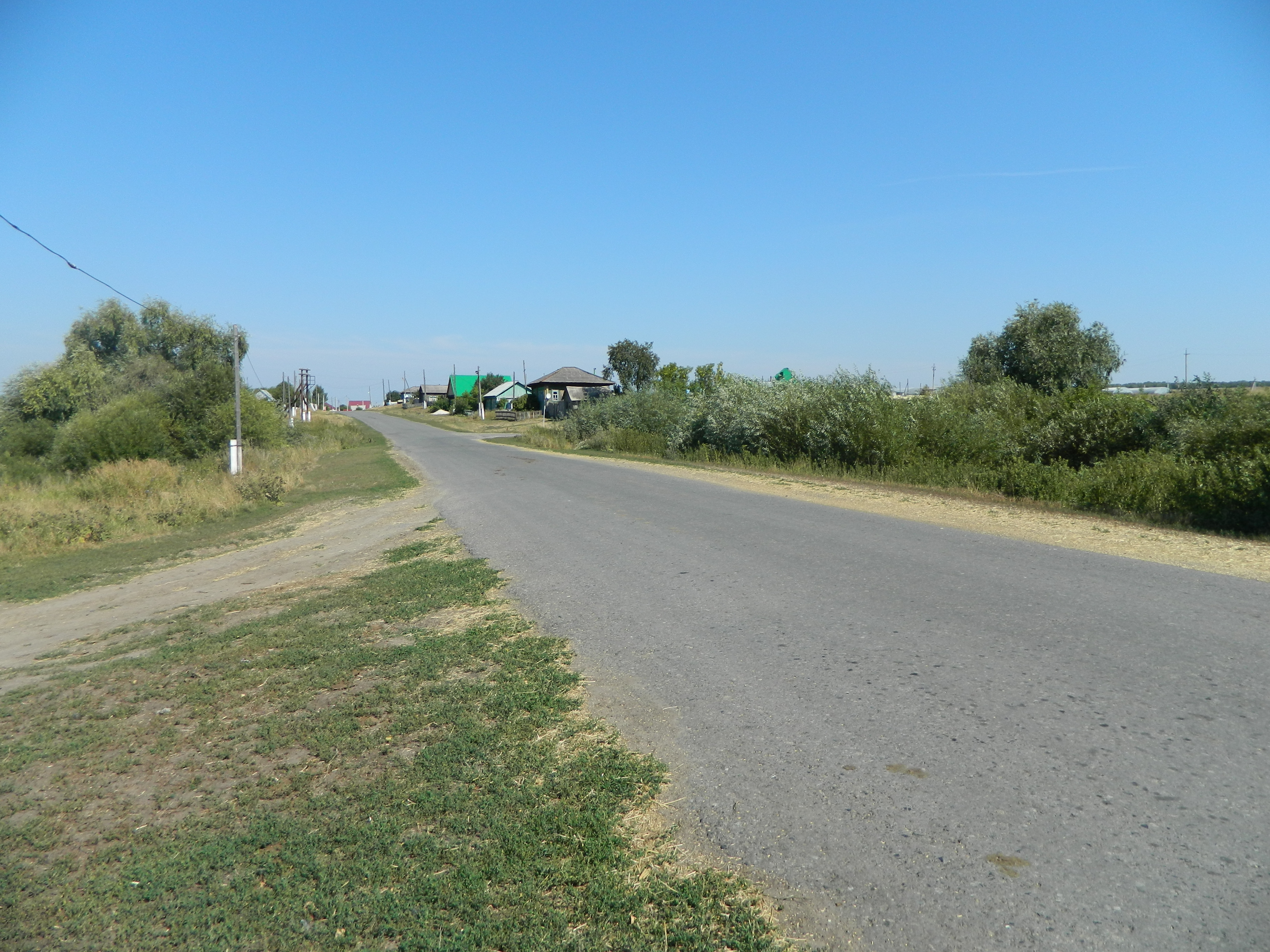
Видонова, Упоровский район
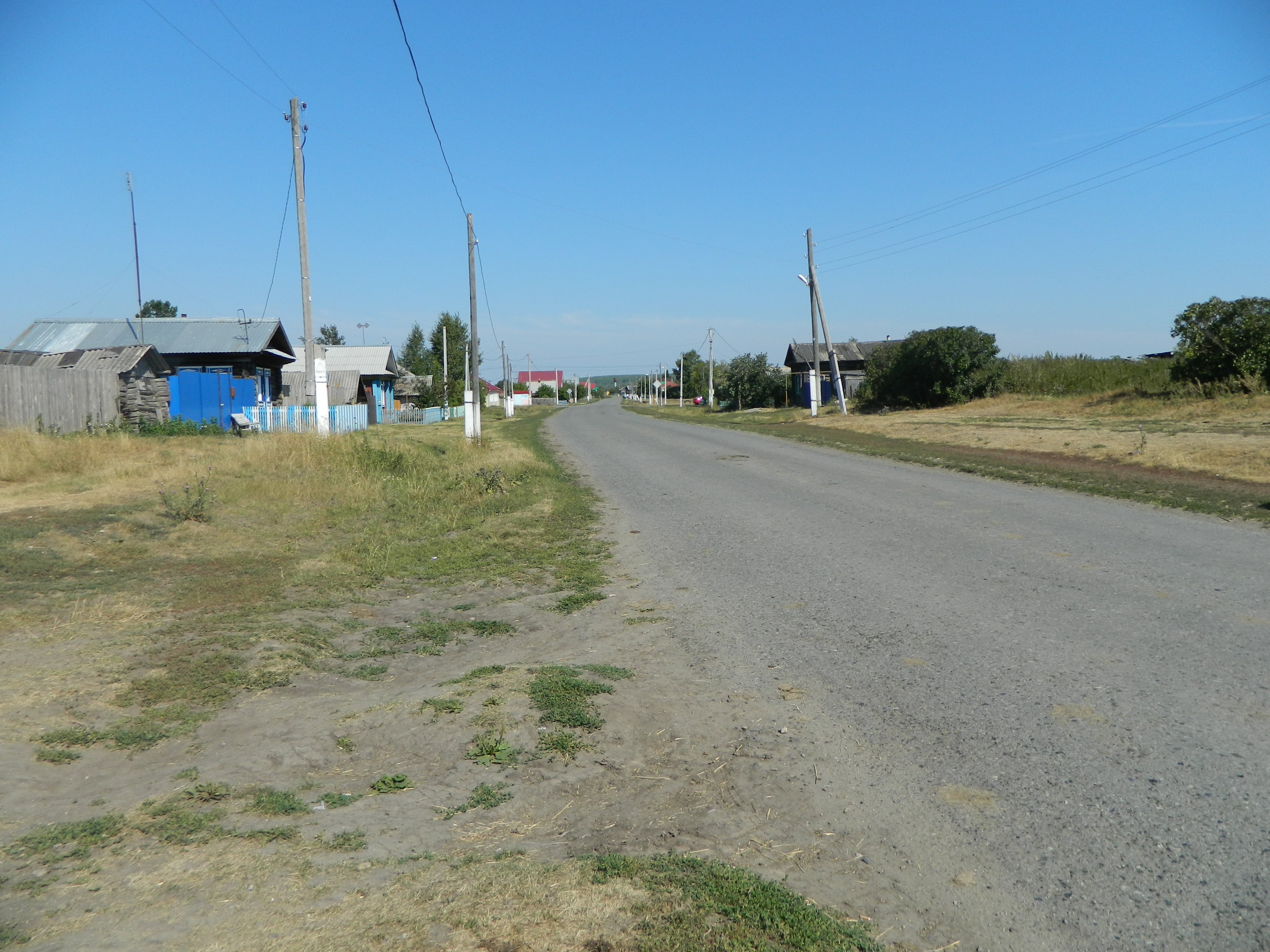
Видонова, Упоровский район
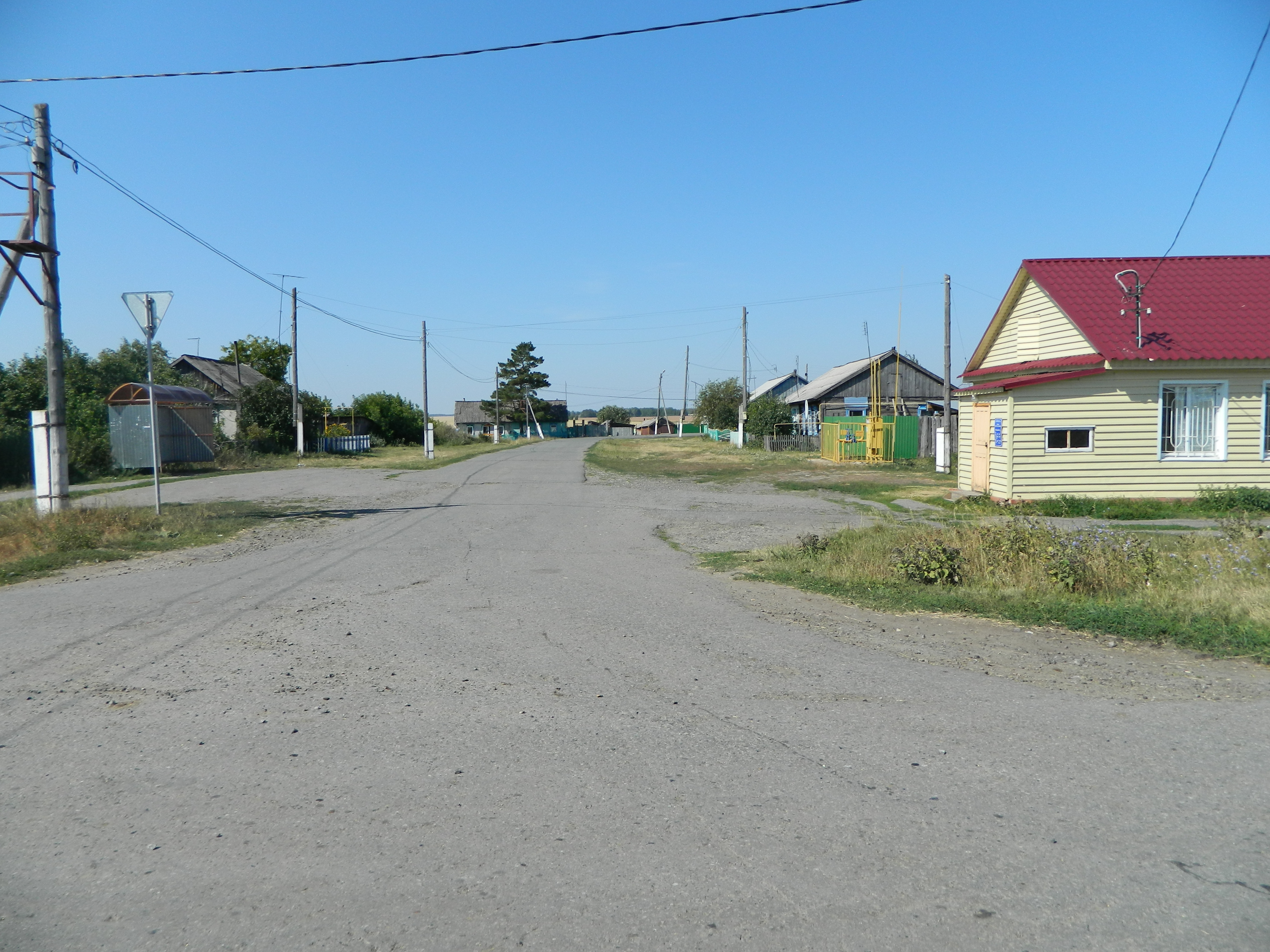
Видонова, Упоровский район
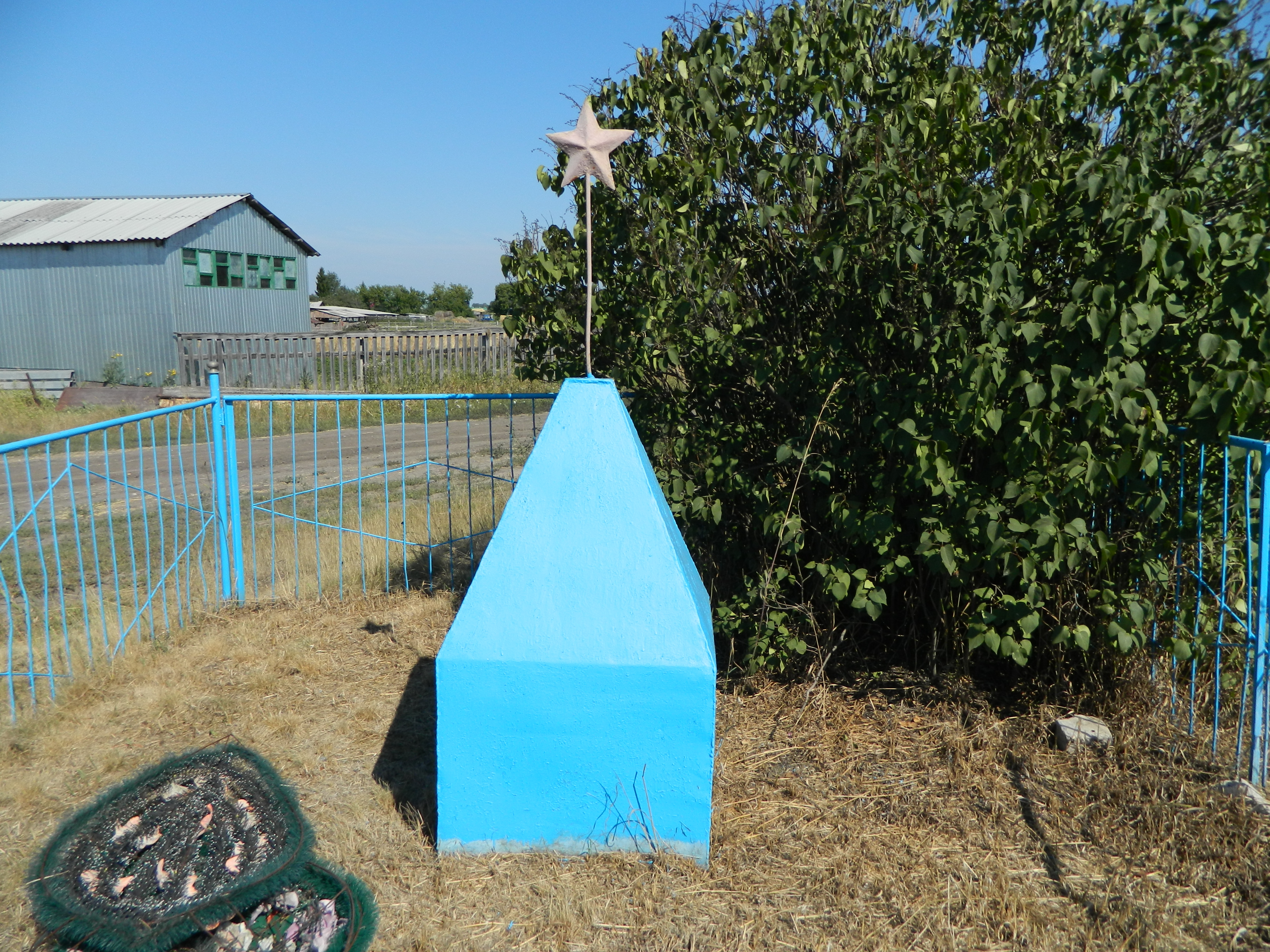
Видоново. Памятник жертвам Гражданской войны.
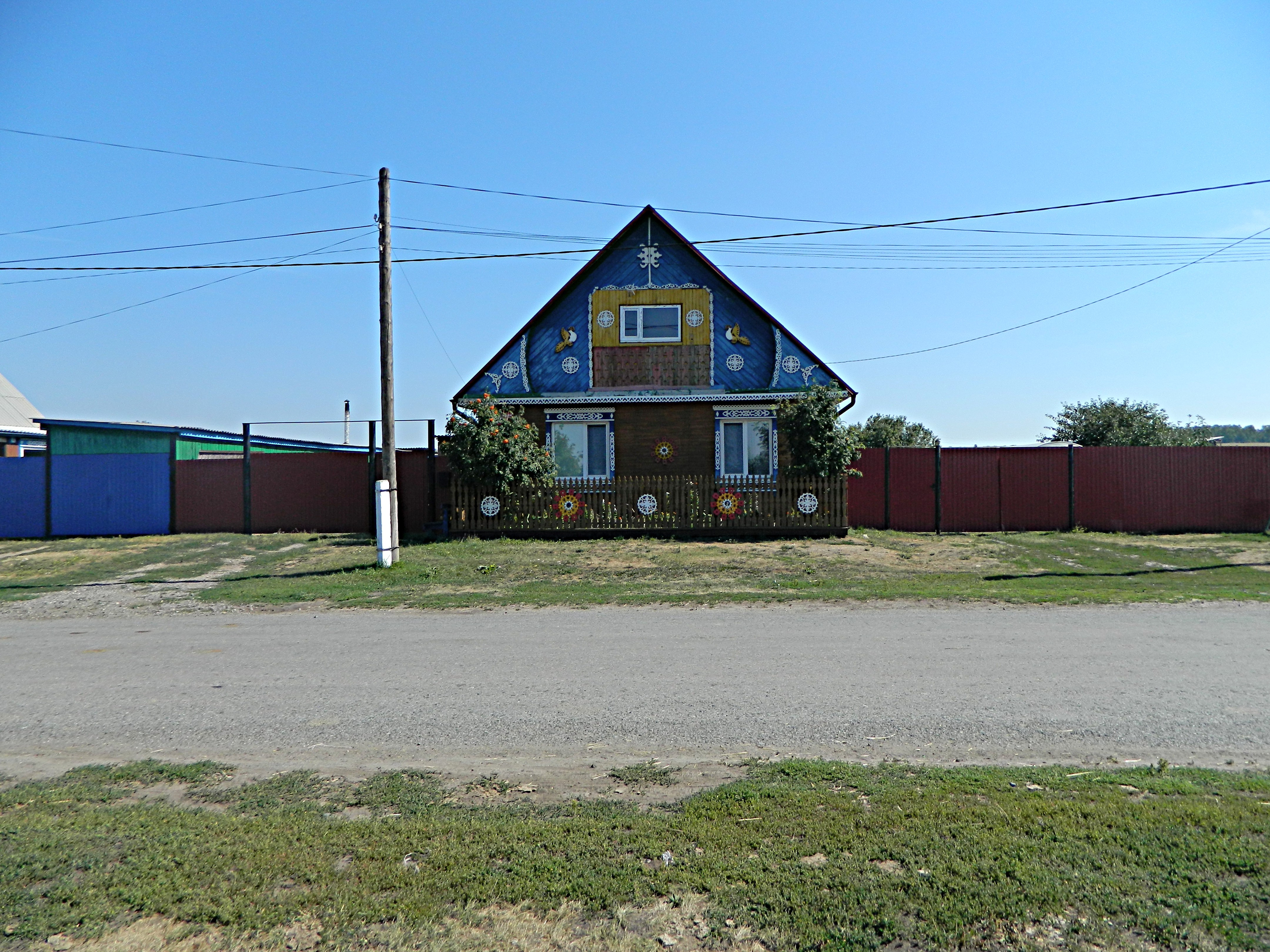
Видонова, Упоровский район
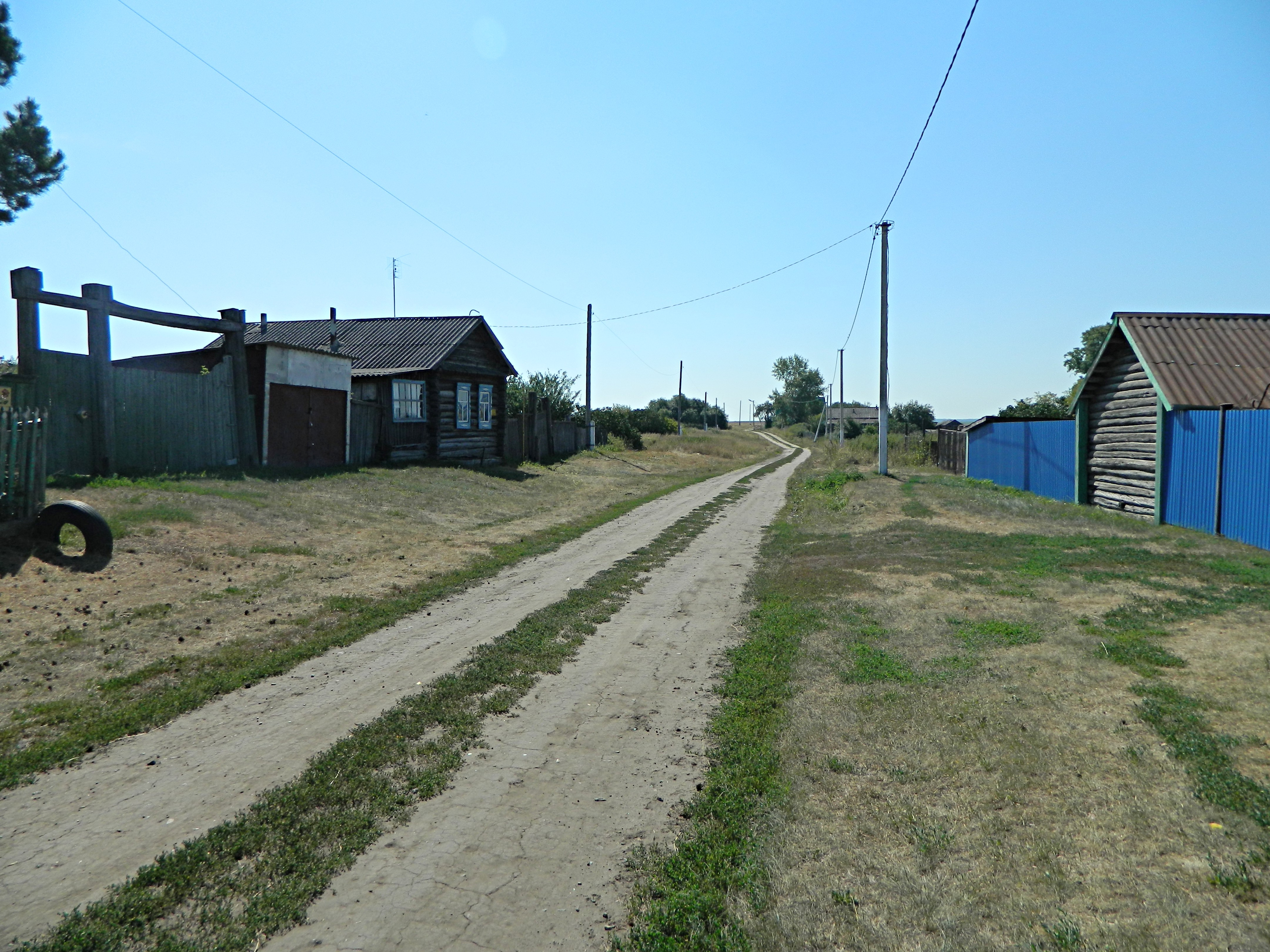
Видонова, Упоровский район